# 秋池玲子
秋池 玲子（あきいけ れいこ、1964年7月8日 - ）は、日本の事業家。ボストン・コンサルティング・グループ日本共同代表、マネージング・ディレクター&シニア・パートナー。

## 経歴
群馬県高崎市出身。1988年早稲田大学理工学部応用化学科卒業。1990年早稲田大学大学院理工学研究科修士課程修了、キリンビール入社。マッキンゼー・アンド・カンパニー、株式会社産業再生機構を経て、2006年11月より現職。マサチューセッツ工科大学スローン経営学大学院への留学経験がある。
竹中平蔵などとともに国家戦略特別区域諮問会議有識者議員を務め、加計学園が愛媛県今治市の特区に開校した岡山理科大学獣医学部などの審議を行った。2018年4月、小林喜光が代表幹事のときに経済同友会副代表幹事に就任。同年7月には、森友学園決裁文書の改ざんやセクハラの不祥事を起こした財務省が、再発防止のための会議を設置し秋池を参与に任命した。2022年4月から新型コロナウイルス感染症対応に関する有識者会議の構成員、同年6月から任意組織の令和臨調運営幹事 を務める。
内村鑑三は高祖母の甥（曾祖父・秋池金吾の母の姉の長男）。山本一太は三従兄。

## テレビ番組
- 日経スペシャル ガイアの夜明け 過去の栄光を捨てろ! 〜企業再生のサムライたち〜（2004年5月11日、テレビ東京）[11]。
- 日経スペシャル カンブリア宮殿 「再生請負人が語る企業の赤信号 ～あなたの会社は大丈夫か？～」（2006年11月20日、テレビ東京）[12]